# Farkas Norbert (labdarúgó)
Farkas Norbert (Pécs, 1977. január 2. –) magyar labdarúgó. Jobb oldali védőként és középpályásként bevethető játékosként játszott csapataiban.

## Adatai
- Poszt: csatár
- Mezszám: 18
- Születési hely: Pécs
- Születési idő: 1977-01-02
- Állampolgárság: magyar
- Magasság: 182
- Súly: 81
- Válogatottság/gól: -

### Korábbi klubjai
- Pécs
- Marcali
- Kaposvár
- Diósgyőr
- Digenis (Ciprus)
- Diósgyőr
- KA (Izland)

### NB1-es pályafutása
- Játszott meccsek: 84
- Gólok: -